# Зала (Железнікі)
Зала (словен. Zala) — поселення в общині Железнікі, Горенський регіон, Словенія. Висота над рівнем моря: 917,4 м.